# Jorge Arcas
Jorge Arcas Peña (Sabiñánigo, 8 juli 1992) is een Spaans wielrenner die anno 2021 rijdt voor Movistar Team, waar hij eind 2015 een contract voor twee seizoenen tekende. Daarvoor reed hij vijf seizoenen bij het Spaanse clubteam Lizarte.

## Carrière
Arcas werd meerdere malen regionaal kampioen in zijn geboortestreek Aragón: tweemaal in de tijdrit (in 2010 als junior, een jaar later als belofte), en tweemaal in de wegrit (in 2011 als belofte, in 2015 als eliterenner zonder contract).
Zijn debuut voor Movistar maakte Arcas in 2016 in de Challenge Mallorca, waar hij drie van de vier wedstrijden reed. Later dat jaar nam hij deel aan zowel de Ronde van Vlaanderen als Parijs-Roubaix, maar beide in beide koersen haalde hij de finish niet. In augustus werd hij elfde in het eindklassement van de Ronde van Poitou-Charentes.

## Resultaten in voornaamste wedstrijden
| Jaar | Ronde van Italië | Ronde van Frankrijk | Ronde van Spanje |
| ---- | ---------------- | ------------------- | ---------------- |
| 2016 |                  |                     |                  |
| 2017 |                  |                     | opgave           |
| 2018 |                  |                     |                  |
| 2019 |                  |                     | 93e              |
| 2020 |                  |                     | 77e              |
| 2021 |                  | 90e                 |                  |
| 2022 | 60e              |                     |                  |
| 2023 |                  |                     | 87e              |
| 2024 |                  |                     | 112e             |
| 2025 |                  |                     |                  |

| Jaar | Milaan-San Remo | Gent-Wevelgem | Ronde van Vlaanderen | Parijs-Roubaix | Amstel Gold Race | Luik-Bast.‑Luik | Ronde van Lombardije | Waalse Pijl | Clásica San Sebastián |  | Wereldranglijsten |
| ---- | --------------- | ------------- | -------------------- | -------------- | ---------------- | --------------- | -------------------- | ----------- | --------------------- |  | ----------------- |
| 2016 |                 | opgave        | opgave               | opgave         |                  |                 |                      |             |                       |  |                   |
| 2017 | 120e            | opgave        | opgave               | 60e            |                  |                 |                      |             |                       |  | 421e (UWT)        |
| 2018 |                 | 68e           | opgave               |                |                  |                 |                      |             |                       |  |                   |
| 2019 |                 | opgave        |                      | opgave         |                  |                 |                      |             | opgave                |  |                   |
| 2020 |                 |               |                      |                |                  | 95e             |                      | 69e         |                       |  |                   |
| 2021 |                 |               |                      |                | opgave           | 129e            |                      | 121e        |                       |  |                   |
| 2022 |                 |               |                      |                |                  |                 | 95e                  |             | opgave                |  |                   |
| 2023 |                 |               |                      |                | opgave           | 106e            |                      | 89e         |                       |  |                   |
| 2024 |                 |               |                      |                | 121e             | 97e             |                      | opgave      |                       |  |                   |
| 2025 |                 |               |                      |                |                  | opgave          |                      | opgave      | opgave                |  |                   |

## Ploegen
- 2016 –  Movistar Team
- 2017 –  Movistar Team
- 2018 –  Movistar Team
- 2019 –  Movistar Team
- 2020 –  Movistar Team
- 2021 –  Movistar Team
- 2022 –  Movistar Team
- 2023 –  Movistar Team
- 2024 –  Movistar Team
- 2025 –  Movistar Team

Amador · Anacona · Arcas · Betancur · Castroviejo   · Dowsett · Erviti · Fernández · Jesús Herrada · José Herrada · G. Izagirre · J. Izagirre · Lobato · Malori · D. Moreno · J. Moreno · Oliveira · Pedrero · D. Quintana · N. Quintana · Rojas · Soler · Sutherland · Sütterlin · Valverde · Ventoso · Visconti  · Carapaz (stagiair)
Amador · Anacona · Arcas · Barbero · Bennati · Betancur · Bico · Carapaz · Carretero · Castroviejo   · de la Parte · Dowsett · Erviti · Fernández · Jesús Herrada · José Herrada · Izagirre · Malori · Moreno · Oliveira · Pedrero · D. Quintana · N. Quintana · Rojas · Soler · Sutherland · Sütterlin · Valverde
Amador · Anacona · Arcas · Barbero · Bennati · Betancur · Bico · Carapaz · Carretero · Castrillo · de la Parte · Erviti · Fernández · Landa · Oliveira · Pedrero · D. Quintana · N. Quintana · Rojas · Rosón · Sepúlveda · Soler · Sütterlin · Valls · Valverde 
Amador · Anacona · Arcas · Barbero · Bennati · Betancur · Carapaz · Carretero · Castrillo · Erviti · Fernández · Landa · Mas · Oliveira · Pedrero · Prades · Quintana · Roelandts · Rojas · Rosón · Sepúlveda · Soler · Sütterlin · Valls · 
Valverde  · Verona
Alba · Arcas · Betancur (tot 31/08) · Carretero · Cataldo · Cullaigh · Elosegui · Erviti · Hollmann · Jacobs · Jorgenson · E. Mas · L. Mas · Mora · Norsgaard · Oliveira · Pedrero · Prades · Roelandts · Rojas · Rubio · Samitier · Sepúlveda · Soler · Torres · Valverde · Verona · Villella
Alba · Arcas · Carretero · Cataldo · Cullaigh · Elosegui · Erviti · García · González ·  Hollmann · Jacobs · Jorgenson · López (tot 1/10) · E. Mas · L. Mas · Mora · Mühlberger · Norsgaard · Oliveira · Pedrero · Rojas · Rubio · Samitier · Serrano · Soler · Torres · Valverde · Verona · Villella
Aranburu · Arcas · Barta · Elosegui · Erviti · García · González · Hollmann · Izagirre · Jacobs · Jorgenson · Kanter · Lazkano · E. Mas · L. Mas · Mühlberger · Norsgaard · Oliveira · Pedrero · Rangel Costa · Rodríguez · Rojas · Rubio · Samitier · Serrano · Sosa · Torres · Valverde · Verona
Aranburu · Arcas · Barta · Erviti · García · Gaviria · González · Guerreiro · Hollmann · Izagirre · Jacobs · Jorgenson · Kanter · Lazkano · E. Mas · L. Mas · Mühlberger · Norsgaard · Oliveira · Pedrero · Rangel Costa · Rodríguez · Rojas · Romeo · Rubio · Samitier · Serrano · Sosa · Torres · Verona
Aranburu · Arcas · Barrenetxea · Barta · Canal · Cavagna · Cimolai · Formolo · García · Gaviria · Guerreiro · Jacobs · Lazkano · Mas · Milesi · Moro · Mühlberger · Norsgaard · Oliveira · Pedrero · Quintana · Rangel Costa (tot 19/8) · Romeo · Romo · Rubio · Samitier · Serrano · Sosa · Torres